# Okręg wyborczy Chisholm
Okręg wyborczy Chisholm (ang. Division of Chisholm) – jednomandatowy okręg wyborczy do Izby Reprezentantów Australii, położony we wschodniej części Melbourne. Został utworzony przed wyborami w 1949 roku. Jego patronką jest działaczka społeczna Caroline Chisholm. 

## Lista posłów
| okres urzędowania | poseł               | przynależność              |
| ----------------- | ------------------- | -------------------------- |
| 1949-1970         | Wilfrid Kent Hughes | Liberalna Partia Australii |
| 1970-1980         | Tony Staley         | Liberalna Partia Australii |
| 1980-1983         | Graham Harris       | Liberalna Partia Australii |
| 1983-1987         | Helen Mayer         | Australijska Partia Pracy  |
| 1987-1998         | Michael Wooldridge  | Liberalna Partia Australii |
| 1998-2016         | Anna Burke          | Australijska Partia Pracy  |
| od 2016           | Julia Banks         | Liberalna Partia Australii |

źródło: 